# Piotr Dejmek

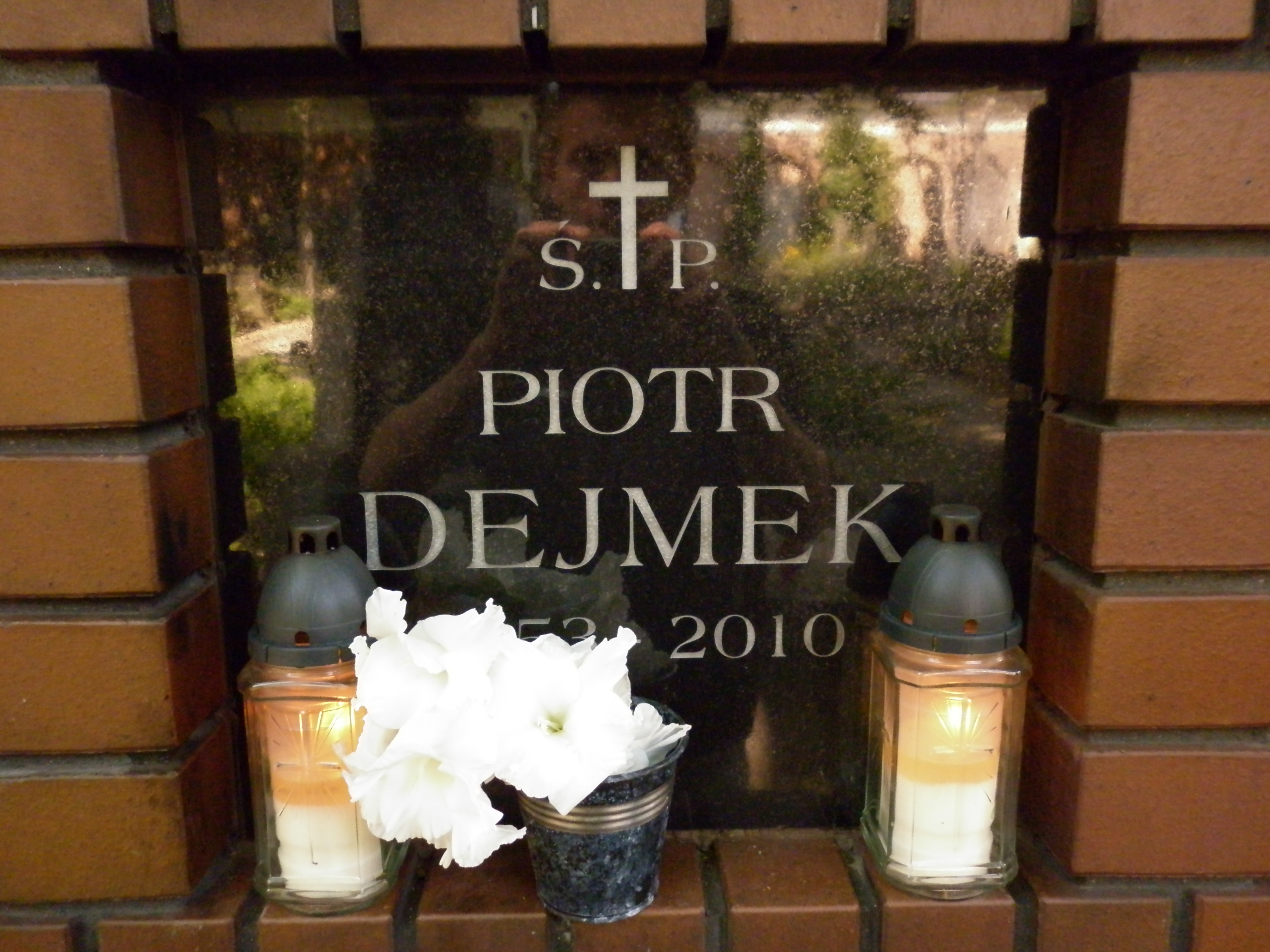
Het graf van Piotr Dejmek

Piotr Dejmek (Łódź, 25 april 1953 - Warschau, 20 april 2010) was een Pools acteur en filmproducent. Hij was de zoon van actrice Danuta Mniewska-Dejmek en regisseur Kazimierz Dejmek. Dejmek maakte zijn acteerdebuut in 1976 in de serie Daleko od szosy.
Hij overleed op 56-jarige leeftijd aan de gevolgen van kanker.